# Nouaillé-Maupertuis
 Nouaillé-Maupertuis , comúnmente llamada Nouaillé, es una población y comuna francesa, situada en la región de Poitou-Charentes, departamento de Vienne, en el distrito de Poitiers y cantón de La Villedieu-du-Clain.

## Demografía
| 740 | 796 | 1017 | 1433 | 2142 | 2404 |
| Para los censos de 1962 a 1999 la población legal corresponde a la población sin duplicidades (Fuente: INSEE [Consultar]) |     |      |      |      |      |